# Route provinciale 19 (Madagascar)
Pour les articles homonymes, voir Route 19.
La route provinciale 19 (RP 19) est une route non goudronnée de la région d'Analamanga, à Madagascar.

## Description
La route RP 19 à une longueur de 70 kilomètres et relie Talata Volonondry à Ambatomanoina.
En raison de son mauvais état de conservation, 4 heures sont nécessaires pour parcourir cette distance.